# Jean-Yves Eboumbou Douala Manga Bell
Sa Majesté Jean-Yves Eboumbou Douala Manga Bell, né le 12 mai 1956 à Paris est le roi du canton Bell au Cameroun. Il accède au trône le 16 décembre 2012 après le décès de son père. Il est le frère de la princesse Marilyn Douala Bell.

## Biographie

### Enfance, éducation et débuts
Sa Majesté Jean-Yves Eboumbou Douala Manga Bell étudie chez les jésuites de Libermann, il joue au hand-ball et est adepte des arts martiaux, il est ceinture noire du ‘Viet vo dao’. En 1968, lors d'un séjour scolaire au Cameroun, il se découvre et apprend la langue duala.
Etudiant à l’institut des sciences et des études économiques de Paris, il étudie l’histoire à l’université-Vincennes paris VIII. 

## Œuvres
- C'est à nous de construire notre histoire[3] insiste Sa majesté Jean-Yves Eboumbou Douala Manga Bell.
- Sa majesté Jean-Yves Eboumbou Douala Manga Bell se bat pour la reconnaissance des crimes de la colonisation[4].
- En octobre 2022 à Ulm en Allemagne, il est l'invité d'honneur lors de l'inauguration de la place Rudolf Douala Manga Bell, son lointain prédécesseur sur le trône du Canton Bell[5].
- Rend hommage à sa mère décédée[6].

### Articles Connexes
- Marilyn Douala Bell